# NK Drava Ptuj
Der Nogometni Klub Drava Ptuj war ein slowenischer 1933 gegründeter Fußballverein aus Ptuj (dt. Pettau).

## Erfolge
Der NK Drava Ptuj war nach dem slowenischen Namen des Flusses Drau (Drava) benannt und spielte seit der Saison 2010/11 in der zweithöchsten slowenischen Spielklasse, der 2. Slovenska Nogometna Liga. Nach dem sofortigen Wiederabstieg in der ersten Erstligasaison 2003/04 mit nur 15 Punkten aus 22 Spielen, profitierte der Club vom Rückzug dreier Vereine mit der Folge, dass Drava Ptuj dennoch erstklassig bleiben konnte. Danach konnte sich der Club mit 4.–6. Plätzen stets im Mittelfeld der zehn bzw. zwölf Vereine zählenden Slovenska Nogometna Liga platzieren.
Gegen Ende der Saison 2008/09 legte Drava einen Endspurt mit sieben Siegen, einem Unentschieden und einer Niederlage hin. Damit gelang der Klassenerhalt am letzten Spieltag der Saison durch ein Unentschieden beim NK Domžale. Ein Jahr später stieg der Verein jedoch als Tabellenletzter in die zweithöchste Liga ab.
Im Sommer 2011 ging der Verein insolvent und löste sich auf.
Die Mannschaft spielte im Mestni Stadion (Städtisches Stadion) von Ptuj. Die Trikotfarben waren blau-weiß.